# Quedius
Quedius es un género de escarabajos de la familia Staphylinidae. Hay alrededor de 800 especies descritas en 12 subgéneros. Son de distribución mundial.

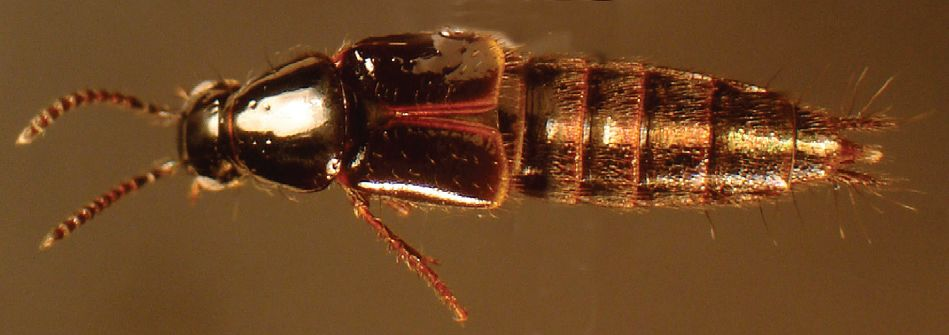
Quedius cinctus

## Especies
- Quedius abdominalis
- Quedius abietum
- Quedius abnormalis
- Quedius abruzzensis
- Quedius acatl
- Quedius acco
- Quedius aculeatus
- Quedius acuminatus
- Quedius acutulus
- Quedius adanensis
- Quedius adjacens
- Quedius adnexus
- Quedius adustus
- Quedius advena
- Quedius aedilis
- Quedius aeneiventris
- Quedius aeneoceps
- Quedius aenescens
- Quedius aeneus
- Quedius aereipennis
- Quedius aethiops
- Quedius aetolicus
- Quedius afrofuliginosus
- Quedius agathis
- Quedius akaishiensis
- Quedius albanicus
- Quedius albiorix
- Quedius alentejensis
- Quedius aliiceps
- Quedius alpestris
- Quedius alpinus
- Quedius altaicus
- Quedius alticola
- Quedius altus
- Quedius amabilis
- Quedius amamiensis
- Quedius ambiguus
- Quedius amicorum
- Quedius amplissimus
- Quedius amurensis
- Quedius ana
- Quedius anceps
- Quedius andersoni
- Quedius andreinii
- Quedius angaricus
- Quedius angnimai
- Quedius angulicollis
- Quedius angustiarum
- Quedius angustifrons
- Quedius annectens
- Quedius anomalus
- Quedius antarcticus
- Quedius antennalis
- Quedius antipodum
- Quedius antoni
- Quedius apfeli
- Quedius apicicornis
- Quedius apiciflavus
- Quedius arctifrons
- Quedius arcus
- Quedius arrowi
- Quedius arthuri
- Quedius asphaltinus
- Quedius aspromontanus
- Quedius assamensis
- Quedius asturicus
- Quedius atchala
- Quedius atricapillus
- Quedius auchenias
- Quedius aucklandicus
- Quedius aureipilis
- Quedius aureiventris
- Quedius auricomus
- Quedius aurofasciatus
- Quedius aurorus
- Quedius babai
- Quedius badius
- Quedius bakeri
- Quedius balcanicus
- Quedius baldiensis
- Quedius balticus
- Quedius bann
- Quedius barbarossa
- Quedius becvari
- Quedius beesoni
- Quedius belgravensis
- Quedius bellus
- Quedius bernhaueri
- Quedius bernhauerianus
- Quedius berytensis
- Quedius bhari
- Quedius biann
- Quedius bicoloris
- Quedius bih
- Quedius bilobus
- Quedius bipictus
- Quedius biprominulus
- Quedius bisignatus
- Quedius bito
- Quedius bleptikos
- Quedius bohemorum
- Quedius boluensis
- Quedius bonvouloirii
- Quedius boopoides
- Quedius boops
- Quedius boreoafricanus
- Quedius brachypterus
- Quedius brandmayri
- Quedius brevalatus
- Quedius breviceps
- Quedius brevicornis
- Quedius brevis
- Quedius brookesi
- Quedius brouni
- Quedius brunneorufus
- Quedius brunnipennis
- Quedius bruttius
- Quedius bryocharis
- Quedius bucharensis
- Quedius budha
- Quedius bureschi
- Quedius caelebs
- Quedius caesar
- Quedius calogaster
- Quedius campbelli
- Quedius canadensis
- Quedius capillus
- Quedius capitalis
- Quedius capucinus
- Quedius carpathius
- Quedius causarius
- Quedius cavazzutii
- Quedius cavelli
- Quedius centrasiaticus
- Quedius cephalotes
- Quedius cephalus
- Quedius chalceiventris
- Quedius championi
- Quedius chang
- Quedius charactus
- Quedius chatterjeei
- Quedius chi
- Quedius chiangi
- Quedius chinensis
- Quedius chion
- Quedius chlorophanus
- Quedius chongquingensis
- Quedius chremes
- Quedius chrysogonus
- Quedius cincticollis
- Quedius cinctus
- Quedius cingulatus
- Quedius circumipectus
- Quedius citelli
- Quedius cobosi
- Quedius cohaesus
- Quedius collaris
- Quedius collinsi
- Quedius collinus
- Quedius coloratus
- Quedius columbinus
- Quedius compransor
- Quedius concinnus
- Quedius conspicuellus
- Quedius constantini
- Quedius conviva
- Quedius cordatus
- Quedius corion
- Quedius cornutus
- Quedius coronatus
- Quedius crassus
- Quedius crescenti
- Quedius criddlei
- Quedius cruentus
- Quedius cupreogutta
- Quedius cupreonotus
- Quedius cupreostigma
- Quedius cuprinus
- Quedius cursor
- Quedius curtidens
- Quedius curtipennis
- Quedius curtus
- Quedius cyaneipennis
- Quedius cyanellus
- Quedius cyaneorufus
- Quedius daedalus
- Quedius daibosatsunis
- Quedius daksumensis
- Quedius davidkrali
- Quedius debilis
- Quedius deceptor
- Quedius decius
- Quedius declivus
- Quedius decoui
- Quedius densiventris
- Quedius depauperatus
- Quedius deschutesi
- Quedius desertus
- Quedius dewar
- Quedius dichrous
- Quedius diemenensis
- Quedius dih
- Quedius dilatatus
- Quedius discrepans
- Quedius distans
- Quedius distigma
- Quedius divergens
- Quedius diversicollis
- Quedius diversipennis
- Quedius doan
- Quedius doderoi
- Quedius douglasi
- Quedius dryadum
- Quedius dryas
- Quedius dubius
- Quedius duh
- Quedius dui
- Quedius duplepunctatus
- Quedius durgaa
- Quedius echion
- Quedius edmundi
- Quedius edwardsi
- Quedius egregius
- Quedius eklai
- Quedius elevatus
- Quedius elongatus
- Quedius elpenor
- Quedius emei
- Quedius endogeus
- Quedius ennius
- Quedius enodis
- Quedius ephialtes
- Quedius epytus
- Quedius equus
- Quedius erl
- Quedius erriapo
- Quedius eruensis
- Quedius erythras
- Quedius erythroderes
- Quedius erythrogaster
- Quedius euander
- Quedius euanderoides
- Quedius eumerus
- Quedius euryalus
- Quedius expectatus
- Quedius explanatus
- Quedius faang
- Quedius fabbrii
- Quedius fagelianus
- Quedius fangi
- Quedius farkaci
- Quedius fasciculatus
- Quedius feihuensis
- Quedius fellmani
- Quedius fen
- Quedius fenderi
- Quedius filiolus
- Quedius fissus
- Quedius flavocaudatus
- Quedius fluviatilis
- Quedius fodinarum
- Quedius fonteius
- Quedius forsteri
- Quedius franzi
- Quedius frater
- Quedius freyanus
- Quedius frigidus
- Quedius fulgidus
- Quedius fuliginosus
- Quedius fultoni
- Quedius fulvicollis
- Quedius fulvipennis
- Quedius fumatus
- Quedius fuscatus
- Quedius fusicornis
- Quedius fusus
- Quedius gaarho
- Quedius galaecianus
- Quedius gang
- Quedius gautardi
- Quedius gemellus
- Quedius germaini
- Quedius germanorum
- Quedius goang
- Quedius gongga
- Quedius goong
- Quedius goropanus
- Quedius gridellii
- Quedius griffinae
- Quedius grootaerti
- Quedius guey
- Quedius guoi
- Quedius gyges
- Quedius gynaikos
- Quedius haan
- Quedius haberfelneri
- Quedius hackeri
- Quedius haemon
- Quedius hailuogou
- Quedius hakusanus
- Quedius hallianus
- Quedius hamulus
- Quedius hanno
- Quedius hariyo
- Quedius harpago
- Quedius hauseri
- Quedius haw
- Quedius hebes
- Quedius hecato
- Quedius hegesias
- Quedius hei
- Quedius heinzi
- Quedius hellenicus
- Quedius henrii
- Quedius henroti
- Quedius herbicola
- Quedius hermonensis
- Quedius heterodoxus
- Quedius hideyoi
- Quedius higonis
- Quedius hilaris
- Quedius himalayicus
- Quedius hirticornis
- Quedius hirtipennis
- Quedius hollandicus
- Quedius holzschuhi
- Quedius horii
- Quedius horni
- Quedius hospes
- Quedius howdeni
- Quedius huann
- Quedius hubeiensis
- Quedius huenn
- Quedius humeralis
- Quedius hummleri
- Quedius humosus
- Quedius hydrophilus
- Quedius hypocrita
- Quedius iaculifer
- Quedius iapetus
- Quedius illatus
- Quedius illyricus
- Quedius imbecillis
- Quedius imitator
- Quedius impar
- Quedius impressithorax
- Quedius impressiventris
- Quedius inaequalipennis
- Quedius incensus
- Quedius incisus
- Quedius inconspicuus
- Quedius indigestus
- Quedius inexspectatus
- Quedius infernus
- Quedius infimus
- Quedius inflatus
- Quedius infuscatus
- Quedius inquietus
- Quedius insignis
- Quedius insulanus
- Quedius intricatus
- Quedius invreae
- Quedius io
- Quedius iranicus
- Quedius iridescens
- Quedius iridicolor
- Quedius iridiventris
- Quedius iriei
- Quedius italicus
- Quedius jaang
- Quedius jaangoides
- Quedius janatai
- Quedius japonicus
- Quedius jarrigei
- Quedius jeanneli
- Quedius jenisseensis
- Quedius jindrai
- Quedius job
- Quedius josue
- Quedius jyr
- Quedius kaalo
- Quedius kabateki
- Quedius kailo
- Quedius kalabi
- Quedius kalganensis
- Quedius kambaitiensis
- Quedius kamchaticus
- Quedius kaminakaensis
- Quedius kanyasa
- Quedius kashmirensis
- Quedius katerinae
- Quedius kawasawai
- Quedius kermanensis
- Quedius kiangsiensis
- Quedius kishimotoi
- Quedius kiuchii
- Quedius klapperichi
- Quedius koebelei
- Quedius koei
- Quedius koen
- Quedius kojii
- Quedius koltzei
- Quedius korgeanus
- Quedius koukatai
- Quedius kozlovi
- Quedius krali
- Quedius kuatunensis
- Quedius kuay
- Quedius kubani
- Quedius kuboni
- Quedius kucerai
- Quedius kuiro
- Quedius kungeicus
- Quedius kuniakii
- Quedius kurbatovi
- Quedius kurosawai
- Quedius kvashei
- Quedius kwang
- Quedius labradorensis
- Quedius ladas
- Quedius laestrygon
- Quedius laetepictus
- Quedius laeticulus
- Quedius lamjung
- Quedius lanei
- Quedius lanugo
- Quedius lateralis
- Quedius lateriflavides
- Quedius lateroflavus
- Quedius latialis
- Quedius laticollis
- Quedius latifrons
- Quedius latimanus
- Quedius latinus
- Quedius latus
- Quedius leai
- Quedius leang
- Quedius leechi
- Quedius leeng
- Quedius leigongshanensis
- Quedius lenkorianensis
- Quedius lentus
- Quedius lesagei
- Quedius levasseuri
- Quedius levicollis
- Quedius lewisius
- Quedius lgockii
- Quedius li
- Quedius liang
- Quedius liangshanensis
- Quedius liangtangi
- Quedius liau
- Quedius lih
- Quedius lii
- Quedius limbatus
- Quedius limbifer
- Quedius lin
- Quedius lindbergi
- Quedius liukuensis
- Quedius longiceps
- Quedius longicornis
- Quedius longmen
- Quedius luai
- Quedius lucidulus
- Quedius lundbergi
- Quedius luridipennis
- Quedius luridus
- Quedius lusciosus
- Quedius lyszkowskii
- Quedius macchabaeus
- Quedius macrops
- Quedius magarasiensis
- Quedius magniceps
- Quedius malinalli
- Quedius mallius
- Quedius mandli
- Quedius manducus
- Quedius manitobensis
- Quedius maorinus
- Quedius maoxingi
- Quedius marginipennis
- Quedius martensi
- Quedius martini
- Quedius maruyamai
- Quedius masasatoi
- Quedius masatakai
- Quedius masoni
- Quedius masuzoi
- Quedius maurorufus
- Quedius maurus
- Quedius mazatl
- Quedius medicatus
- Quedius mediofuscus
- Quedius medius
- Quedius meei
- Quedius megalops
- Quedius megophthalmus
- Quedius meilixue
- Quedius melanocephalus
- Quedius melas
- Quedius meng
- Quedius menippus
- Quedius meridiocarpathicus
- Quedius mesomelinus
- Quedius metallicus
- Quedius michaeli
- Quedius microcapillatus
- Quedius microphthalmus
- Quedius microps
- Quedius microsauroides
- Quedius milansaar
- Quedius minor
- Quedius mirus
- Quedius miwai
- Quedius mixtus
- Quedius mnemon
- Quedius mniophilus
- Quedius moeris
- Quedius molochinoides
- Quedius molochinus
- Quedius montanicus
- Quedius montivagus
- Quedius mordax
- Quedius moritai
- Quedius muelleri
- Quedius mukuensis
- Quedius multipunctatus
- Quedius muscicola
- Quedius muscorum
- Quedius mutator
- Quedius mutilatus
- Quedius myau
- Quedius myrmex
- Quedius naati
- Quedius nabanhensis
- Quedius nanulus
- Quedius narada
- Quedius navaricus
- Quedius nelsonensis
- Quedius nemo
- Quedius nemoralis
- Quedius nesonaster
- Quedius nevadensis
- Quedius newtoni
- Quedius nian
- Quedius nidicola
- Quedius nigriceps
- Quedius nigricollis
- Quedius nigridius
- Quedius nigrocaeruleus
- Quedius nigropolitus
- Quedius nigror
- Quedius nigrosuturalis
- Quedius niisatoi
- Quedius nilo
- Quedius ningxiaensis
- Quedius nireus
- Quedius nishikawai
- Quedius nitidissimus
- Quedius nitipennis
- Quedius nivicola
- Quedius noboruitoi
- Quedius nonseriatus
- Quedius norvegorum
- Quedius nothus
- Quedius nouristanicus
- Quedius novus
- Quedius nujiang
- Quedius numa
- Quedius obliqueseriatus
- Quedius obscuripennis
- Quedius ocelotl
- Quedius ochripennis
- Quedius ochropterus
- Quedius oculeus
- Quedius ohkawai
- Quedius okei
- Quedius omissus
- Quedius onodai
- Quedius ontakesanus
- Quedius ophthalmicus
- Quedius optabilis
- Quedius oreinos
- Quedius orestes
- Quedius orientalis
- Quedius ornaticauda
- Quedius oros
- Quedius ortrudae
- Quedius otho
- Quedius oui
- Quedius pahelo
- Quedius pakistanicus
- Quedius pallens
- Quedius pallipes
- Quedius paraboops
- Quedius paradisi
- Quedius paradisianus
- Quedius parviceps
- Quedius paschim
- Quedius pauliani
- Quedius paululus
- Quedius pavelmoraveci
- Quedius pecoudi
- Quedius pectinatus
- Quedius pediculus
- Quedius pellax
- Quedius peregrinus
- Quedius perlucidus
- Quedius perng
- Quedius persicus
- Quedius persimilis
- Quedius petilius
- Quedius petraensis
- Quedius pharak
- Quedius philonthoides
- Quedius phormio
- Quedius pian
- Quedius piceolineatus
- Quedius piceolus
- Quedius picipes
- Quedius pictipennis
- Quedius pignerator
- Quedius pineti
- Quedius placidus
- Quedius plancus
- Quedius planus
- Quedius pluvialis
- Quedius poggii
- Quedius poneli
- Quedius ponteuxinus
- Quedius postangulus
- Quedius praecisus
- Quedius praecox
- Quedius pretiosus
- Quedius problematicus
- Quedius probus
- Quedius prostans
- Quedius przewalskii
- Quedius pseudassecla
- Quedius pseudolimbatus
- Quedius pseudonigriceps
- Quedius pseudonymos
- Quedius puer
- Quedius puetzi
- Quedius pullmani
- Quedius punctatellus
- Quedius puncticeps
- Quedius puncticollis
- Quedius punctifrons
- Quedius purus
- Quedius pyn
- Quedius pyrenaeus
- Quedius quadriceps
- Quedius quadripunctus
- Quedius quinctius
- Quedius quiris
- Quedius raan
- Quedius rabirius
- Quedius ragusae
- Quedius rainieri
- Quedius ramiroi
- Quedius recticeps
- Quedius rectus
- Quedius regularis
- Quedius reitteri
- Quedius repens
- Quedius repentinus
- Quedius rhinton
- Quedius rhodicus
- Quedius riparius
- Quedius ripicola
- Quedius rivulorum
- Quedius rodopianus
- Quedius roma
- Quedius rong
- Quedius rou
- Quedius rougemonti
- Quedius rubidulus
- Quedius rubigo
- Quedius rubor
- Quedius ruficeps
- Quedius ruficollis
- Quedius rufilabris
- Quedius rugosus
- Quedius ruoh
- Quedius rusticus
- Quedius rutilans
- Quedius rutilipennis
- Quedius ryvkini
- Quedius sagittalis
- Quedius satanas
- Quedius satoi
- Quedius scandens
- Quedius schatzmayri
- Quedius schawalleri
- Quedius scheerpeltzi
- Quedius schneideri
- Quedius schuelkeanus
- Quedius schuelkei
- Quedius schulzei
- Quedius scintillans
- Quedius sciticollis
- Quedius scitus
- Quedius scribae
- Quedius scutellaris
- Quedius secretus
- Quedius sedlaceki
- Quedius segersi
- Quedius semiaeneus
- Quedius semilaeviventris
- Quedius semiobscurus
- Quedius semiruber
- Quedius semirufus
- Quedius senjonis
- Quedius seriatus
- Quedius sericeicollis
- Quedius setosus
- Quedius shan
- Quedius shibatai
- Quedius shimomurai
- Quedius shiow
- Quedius shu
- Quedius shuang
- Quedius shunichii
- Quedius sidneensis
- Quedius signifer
- Quedius sigwalti
- Quedius simplex
- Quedius simplicifrons
- Quedius simulans
- Quedius simulator
- Quedius slipsensis
- Quedius smetanai
- Quedius sofiri
- Quedius solarii
- Quedius solskyi
- Quedius songpan
- Quedius songpanoides
- Quedius speciosus
- Quedius spectabilis
- Quedius spelaeus
- Quedius spencei
- Quedius spiculatus
- Quedius spissus
- Quedius splendidus
- Quedius stenocephalus
- Quedius stevensi
- Quedius stouraci
- Quedius strenuus
- Quedius sturanyi
- Quedius subalpestris
- Quedius subapterus
- Quedius sublimbatus
- Quedius subopacus
- Quedius subunicolor
- Quedius subwrasei
- Quedius sugai
- Quedius sugayai
- Quedius sulcicollis
- Quedius sundar
- Quedius sundukovi
- Quedius suramensis
- Quedius suturalis
- Quedius suzukii
- Quedius syh
- Quedius syphax
- Quedius szechuanus
- Quedius tadjikiscus
- Quedius tahomae
- Quedius taiwanensis
- Quedius tanderi
- Quedius tarng
- Quedius taruni
- Quedius tarvos
- Quedius telesto
- Quedius tenellus
- Quedius tenuiculus
- Quedius tepperi
- Quedius tergimpressus
- Quedius terminatus
- Quedius terng
- Quedius tetrapunctatus
- Quedius tetricus
- Quedius thoracicus
- Quedius tian
- Quedius tibetanus
- Quedius tikta
- Quedius tinctellus
- Quedius tincticeps
- Quedius tingra
- Quedius tochtli
- Quedius tokiensis
- Quedius tonglu
- Quedius torrentum
- Quedius toyoshimai
- Quedius trachelos
- Quedius transcaucasicus
- Quedius transparens
- Quedius transsylvanicus
- Quedius triangulum
- Quedius tripunctatus
- Quedius troglodytes
- Quedius tronqueti
- Quedius truncicola
- Quedius tsurugiensis
- Quedius turnai
- Quedius tyrrhus
- Quedius tzwu
- Quedius uchikawai
- Quedius udagra
- Quedius uenoi
- Quedius ulrichi
- Quedius uludaghensis
- Quedius umbratus
- Quedius umbrinus
- Quedius unicolor
- Quedius uniformis
- Quedius urbanus
- Quedius ustus
- Quedius utis
- Quedius vadhu
- Quedius vafer
- Quedius vagans
- Quedius validus
- Quedius vandykei
- Quedius variegatus
- Quedius varius
- Quedius vasconicus
- Quedius velox
- Quedius versicolor
- Quedius veteratorius
- Quedius vexans
- Quedius vicinus
- Quedius viduus
- Quedius vilis
- Quedius virginicus
- Quedius virgulatus
- Quedius viridescens
- Quedius viridicans
- Quedius viridimicans
- Quedius viridinotus
- Quedius viridipennis
- Quedius viridulus
- Quedius vividus
- Quedius vulneratus
- Quedius vulpinus
- Quedius wakefieldi
- Quedius walteri
- Quedius wangi
- Quedius wanyan
- Quedius wassu
- Quedius watanabei
- Quedius weii
- Quedius weiratheri
- Quedius wolong
- Quedius wrasei
- Quedius wuh
- Quedius xanthippae
- Quedius xanthopus
- Quedius xanthurus
- Quedius xeno
- Quedius xenophaenus
- Quedius xiaoae
- Quedius xylophilus
- Quedius yann
- Quedius yaoqi
- Quedius yasuhikoi
- Quedius yean
- Quedius yeleensis
- Quedius yun
- Quedius zenon
- Quedius zetes
- Quedius zeuxis
- Quedius zheduo
- Quedius zhoui